# Bases lipófilas

## Bases lipófilas
- Aceites hidrogenados, se obtienen a partir de aceites vegetales por hidrogenación de los ácidos grasos que integran los triglicéridos.
- Aceites hidrogenados dispersables en agua, se obtienen añadiendo a los aceites hidrogenados monoésteres y diésteres de polietilenglicoles que aumentan su hidrofilia.

- Datos: Q5721689